# Miki Aihara
Miki Aihara (Izu, 10 giugno ...) è una fumettista giapponese, specializzata in shōjo manga.
Ha debuttato nel 1991 con Lip Konshasu! sulla rivista Betsucomi, per cui lavora ancora adesso.

## Opere
Le sue opere sono:

### Manga
- So Bad! (6 Tankōbon)
- Zoku Sensei no Okiniiri! (1 Tankōbon)
- Atashi Ni Tsuite Rasshai (1 Tankōbon)
- Oya ni wa Naisho (2 Tankōbon)
- Sora ni Taiyou ga aru kagiri (3 Tankōbon)
- Seiten Taisei ( 6 Tankōbon)
- Tokyo Shounen Shoujo (5 Tankōbon)
- Sensei no Okiniiri! (1 Tankōbon)
- Hot Gimmick (12 Tankōbon)
- Ouji-sama no Koibito (1 Tankōbon)
- Honey Hunt (6 Tankōbon, in pausa)
- 5-ji kara 9-ji made (16 Tankōbon)
- Elevator Orite Hidari (2 Tankōbon, in corso)

### Film
- Hot Gimmick: Girl Meets Boy (sceneggiatrice)

## Edizioni italiane
La sola opera di Miki Aihara giunta in Italia, pubblicata dalla Panini Comics, è Hot Gimmick.